# بوب سانتو
 جون إيفنز كوادو بوسومبيم (بالإنجليزية: John Evans Kwadwo Bosompem)‏ ويُعرف أكثر باسمِ بوب سانتو (بالإنجليزية: Bob Santo)‏ (وُلد عام 1935 وتُوفيَّ عام 2002) كان ممثل هزلي غاني. اشتهر بوب سانتو بفضلِ ظهوره في عددٍ من الأفلام الأكانيّة.

## قائمة أعماله
هذه قائمةٌ مُصغّرةٌ بأبرز الأعمال التي ظهر فيها بوب سانتو:
- إيفيورا (بالإنجليزية: Efiewura)‏[8]
- ماريجاتا (بالإنجليزية: Marijata)‏[9]
- أباوا مريم (بالإنجليزية: Abawa Mary)‏[10]
- 419 (بالإنجليزية: 491)‏[11]
- إحساس مزدوج (بالإنجليزية: Double Sense)‏[12]

## الوفاة
عانى بوب سانتو من أمراض الشيخوخة في آخر سنوات حياته ثمّ تُوفيَّ عام 2002 بعد معاناةٍ طويلةٍ مع مرض اليرقان.